# (17720) Manuboccuni
(17720) Manuboccuni est un astéroïde de la ceinture principale.

## Description
(17720) Manuboccuni est un astéroïde de la ceinture principale. Il fut découvert le 7 décembre 1997 à Cima Ekar par Maura Tombelli. Il présente une orbite caractérisée par un demi-grand axe de 2,29 UA, une excentricité de 0,12 et une inclinaison de 6,1° par rapport à l'écliptique.

## Compléments